# Ловаги
Ловаги (укр. Ловаги) — село в Перегинской поселковой общине Калушского района Ивано-Франковской области Украины.
Население по переписи 2001 года составляло 56 человек. Занимает площадь 3,123 км². Почтовый индекс — 77670. Телефонный код — 803474.